# 白壁傑次郎
白壁 傑次郞（しらかべ けつじろう、明治4年6月2日 (旧暦)（1871年7月19日） - 昭和27年（1952年）2月26日）は、日本の教育者、化学者。第五高等学校名誉教授。

## 経歴
白壁又六郎の二男として福岡県に生まれる。1891年福岡県立尋常中学修猷館、1894年第五高等学校理科を経て、1897年7月東京帝国大学理科大学化学科を卒業。第五高等学校在学中は、ラフカディオ・ハーンに英語を学んでいる。
東大卒業後、京華尋常中学校、青山学院中学部、立教中学校の教諭を経て、1900年1月陸軍教授に就任。1901年1月第五高等学校の教授に就任し、化学、自然科学を講じる。1910年九州薬学専門学校（熊本大学薬学部の前身）が設立されると、その講師も兼務し、理論化学を講じた。
1940年8月第五高等学校を退官し、名誉教授となる。従三位勲二等。